# Upplands runinskrifter 300
Upplands runinskrifter 300 är en nu försvunnen vikingatida runsten av kalksten som funnits vid Skånela kyrka, Skånela socken och Sigtuna kommun. Runstenen fanns, enligt Johannes Haquini Rhezelius, på kyrkogården norr om kyrkan. Den är försvunnen sedan 1700-talet. Stenen är ungefär 1,5 meter hög och 1,3 meter bred.

## Inskriften
Ristningen var år 1727, enligt Olof Celsius den äldre, välbevarad och i gott skick.
Translitterering av runraden:
[þyrui + lit + raisa + stain × eftiʀ + hlftain + merki + mukit + eftiʀ × man kuþan]
Normalisering till runsvenska:
Þyrvi let ræisa stæin æftiʀ Halfdan, mærki mykit æftiʀ mann goðan.
Översättning till nusvenska:
Tyrvi lät resa stenen efter Halvdan, ett stort minnesmärke efter en god man.